# Antike Judenfeindschaft
Antike Judenfeindschaft bezeichnet eine Judenfeindlichkeit in der Epoche der antiken Geschichte Israels (etwa 1300 v. bis 135 n. Chr.), die sich seit dem 4. Jahrhundert v. Chr. im Tanach und außerbiblischen Quellen niederschlug. Verfolgungen des Judentums zielten unter Antiochos IV. um 170 v. Chr. erstmals auf dessen Vernichtung, blieben aber regional und zeitlich begrenzt und erfolglos. In der Römischen Kaiserzeit führte der „Systemkonflikt“ zwischen antikem Multikulturalismus mit dem Judentum zu mehreren Kriegen, in deren Verlauf die Römer den zweiten Jerusalemer Tempel zerstörten (70 n. Chr.) und Juden die Ansiedlung in Jerusalem verboten (135 n. Chr.). Seit dem Aufstieg des Christentums zur Staatsreligion (bis 380) wurde die Unterdrückung jüdischer Minderheiten in der Geschichte Europas zum verbreiteten Dauerzustand.
Antike Judenfeindschaft gilt in der Antisemitismusforschung als eine der historischen Wurzeln des Antijudaismus und des Antisemitismus.

## Israel und die Völker in der Bibel
Das Volk Israel sah sich von frühesten Anfängen an als Fremdkörper in einer feindlichen Umwelt, gegen die es sich behaupten musste. In den vorderasiatischen Hochkulturen der Antike wurde das Judentum jedoch frühestens mit der Entstehung des (ungesicherten) Davidisch-salomonischen Großreichs um 1000 v. Chr. als politische Größe wahrnehmbar, nachweislich sogar erst mit dem belegbaren Nachfolgereich, dem Nordreich Israel. Das Gebiet der Israeliten besetzten wechselnde Großreiche häufig, darunter Ägypter, Assyrer, Babylonier, Perser, Meder, Makedonen und Römer. Deren Politik richtete sich auf politische Einheit und Zusammenhalt ihres Reiches, so dass sie die Religionen der unterworfenen Völker zum Teil bestehen ließen.
Das Judentum lehnt den Polytheismus, Synkretismus und die orientalischen Gottkönigskulte aufgrund seines Glaubens an den einzigen Schöpfergott (religionsgeschichtlich als Monotheismus kategorisiert) ab. Es verstand sich als von diesem Gott erwähltes Volk mit einem Auftrag für alle übrigen Völker (Gen 12,3). Dies machte gläubigen Juden die Teilnahme an den Kulten der umgebenden Völker unmöglich. Besonders die mehrfach exilierten Juden konnten ihre Identität nur in Abgrenzung von den ihnen übermächtig erscheinenden Fremdkulten ihrer Umgebung bewahren. In seinem in der Antike einmaligen, schriftlich kodifizierten und tradierten Glauben lag eine Ursache der späteren, teilweise systematischen Judenfeindschaft der griechisch-römischen Oberschichten.
Bis 1945 behaupteten Historiker und Theologen oft, die antike Judenfeindschaft sei gleichzeitig mit dem Judentum selbst entstanden und nur aus dem exklusiven Erwählungsglauben des Volkes Israel zu erklären. Diese Sicht folgte unkritisch der biblischen Geschichtsschreibung, die die von JHWH gewollte Sonderstellung der Juden unter den Völkern als Ursache der Ablehnung dieses Volkes betonte.

## Assyrien und Babylonien
Die gewaltsame Deportation der Oberschichten war eine übliche Methode antiker Großreiche, eroberte Länder zu befrieden und sich einzuverleiben. Die Assyrer deportierten erstmals 733 v. Chr. 6.000 Einwohner aus dem Nordreich Israel, 722 v. Chr. nochmals ca. 27.000 aus dem Reststaat Samaria. Damit endete Nordisraels Existenz als Staat. 586 v. Chr. zerstörten die Babylonier unter Nebukadnezar II. Jerusalem mitsamt seinem Tempel und führten die gesamte Führungselite aus dem Reich Juda nach Babylon.
Im Babylonischen Exil entstanden eine Reihe jüdischer Siedlungen, die auch nach Beendung der babylonischen Herrschaft und Rückkehrerlaubnis des Perserkönigs Kyros II. (539 v. Chr.) bestehen blieben. Auch in Ägypten war seit 586 eine jüdische Gemeinde aus Flüchtlingen entstanden, deren Mitglieder als Söldner der Perser um 550 v. Chr. die Erlaubnis eines eigenen Tempelbaus in Elephantine erhielten.
Nach der Rückkehr aus dem Exil hatten Esra und Nehemia um 450 v. Chr. die Absonderung von den anderen Völkern zur Grundlage des neuen jüdischen Staates gemacht, um die eigene kulturelle Identität nicht zu verlieren. Diese Absonderung von der synkretistischen Umwelt erzeugte Misstrauen gegenüber den Juden, aber auch ihre gesellschaftliche Spaltung. Während das einfache Volk am Gesetz Esras und Nehemias festhielt, öffneten sich besonders Kreise der Oberschicht für die hellenistische Kultur.

## Persien
Das um 150 v. Chr. entstandene Buch Ester berichtet von einem Ausrottungsversuch aus der Perserzeit: Danach soll Staatsminister Haman seinem König Ahasveros um 472 v. Chr. nahegelegt haben (Est 3,8f. ):

„Es gibt ein Volk, zerstreut und abgesondert unter allen Völkern in allen Ländern deines Königreichs, und ihr Gesetz ist anders als das aller Völker, und sie handeln nicht nach des Königs Gesetzen. Es ziemt dem König nicht, sie gewähren zu lassen. Gefällt es ihm, so lasse er verfügen, dass man sie umbringe. Dann werde ich 10000 Zentner Silber abwiegen […] und in die Schatzkammer des Königs bringen lassen.“

Demnach ging es um eine Bereicherung am Besitz der Juden, die mit ihrer Fremdartigkeit und angeblichen Auflehnung gegen Staatsgesetze gerechtfertigt wurde. Eine außerbiblische Bestätigung dieses Plans fehlt; die sonst recht zuverlässige damalige jüdische Geschichtsschreibung könnte die Angriffe von Antiochos IV. in die Perserzeit zurückprojiziert haben. Dann würde der Bericht eine nachpersische Feindseligkeit gegen das Judentum im Gefolge der makkabäischen Aufstände spiegeln. Das Buch Ester machte den Juden am Rande des Verlustes ihrer religiösen und kulturellen Identität Mut, indem es von einem früheren, gescheiterten Versuch berichtet, das Judentum zu vernichten. Dieses Schicksal konnten wie damals Esther mutige Juden abwenden.

## Hellenismus
Alexander der Große schuf mit seinen Eroberungen das Großreich Makedonien, das sich lange vom Bosporus bis zum Indus erstreckte. Darin wurden überall neue Handelsstädte gegründet, in denen sich auch Juden ansiedelten. Charakteristisch für die makedonischen Herrscher war wie für die Perser eine Akzeptanz der kulturellen Traditionen der unterworfenen Völker: Eine stabile Zentralherrschaft war nur durch die Kooperation mit den örtlichen Eliten, vor allem der Priesterschaft möglich. Das wurde durch den Polytheismus ermöglicht, der für alle antiken Großreiche kennzeichnend war. Danach wurden fremde Götter unter neuen Namen in das eigene Pantheon integriert.
Im Orient waren ethnisch organisierte Gruppen in fremder Umgebung eine häufige und prinzipiell akzeptierte Erscheinung (Politeuma). Sie waren vom guten Willen der Obrigkeit abhängig und verhielten sich politisch überwiegend loyal zu den dortigen Herrschern. Juden waren in den aufstrebenden Städten des Mittelmeerraums als belebender Wirtschaftsfaktor meist beliebt und wurden privilegiert, um sie zum dauerhaften Ansiedeln zu bewegen. Sie behielten ihre eigenen religiösen Traditionen, lehnten die Vielgötterei und Gottesbilder ab und hielten an ihren Gebräuchen wie der Schabbatruhe, den Reinheitsgesetzen und den Speisegesetzen fest. Dies wurde in der kosmopolitischen multikulturellen Umgebung in der Regel respektiert. Jüdische Handelsprivilegien führten unter Umständen aber zu Spannungen mit der übrigen Stadtbevölkerung, die ebenso „fremdbeherrscht“ lebte. Dann konnten sie den Schutz ihrer Herrscher verlieren, da diese die Konflikte zugunsten ihrer Machtsicherung möglichst ersticken mussten.
Während die klassische griechische Philosophie vom Judentum noch keine Notiz nahm, kam es in der jüdischen Diaspora zu einem regen geistigen Austausch. Griechische Denker wie Theophrastos von Eresos und Megasthenes sprachen mit Hochachtung vom Judentum und sahen in dessen Streben nach einer von Gottes Geboten bestimmten Lebensführung große Übereinstimmung zu ihrem Denken. Umgekehrt betrachteten auch jüdische Theologen Pythagoras und Platon als legitime Schüler von Moses.
Nach Alexanders Tod 323 v. Chr. zerbrach sein Großreich, und es kam zu Nachfolgekriegen. Die Seleukiden versuchten ihre Macht durch stärkere Hellenisierung zu sichern. Das Festhalten der Juden an ihren Bräuchen, die wachsende Bekanntheit ihrer Religion, wirtschaftliche Privilegien von und politische Konflikte mit Juden erzeugten und verstärkten nun eine verbreitete religiöse und kulturelle Ablehnung des Judentums. Die nicht nur religiös-kulturellen, sondern vor allem auch sozialen Auseinandersetzungen spitzten sich immer weiter zu, bis die „Pro-Hellenisten“ ihre Gegner ausschalten wollten, indem sie den seleukidischen König Antiochos IV. 168 dazu bewogen, die jüdische Religion zu verbieten und die Hellenisierung der jüdischen Gesellschaft zu vollenden. Antiochos gilt daher im damals entstandenen Buch Daniel als Erzfeind und „Gotteslästerer“, da er Israels Religion habe vernichten wollen (Dan 7,25 ). Tatsächlich provozierte das für die in religiöser Hinsicht toleranten hellenistischen Herrscher einmalige Religionsedikt des Antiochos einen Volksaufstand: Nach verlustreichen Kämpfen (175–164 v. Chr.) gelang es Judas Makkabäus, die seleukidischen Truppen aus Jerusalem zu verjagen. Die erfolgreichen Aufstände der Makkabäer schufen ab 167 v. Chr. wieder eine relative staatliche Unabhängigkeit Israels, so dass sich die Beziehungen zwischen jüdischen Diasporagemeinden und dem Kernland intensivierten. Anders als andere Minderheiten erreichten die Juden unter den Seleukiden fortan vielerorts Befreiung von der Pflicht zur Verehrung lokaler Gottheiten und das Recht, eine Tempelsteuer an die Jerusalemer Priester zu zahlen. Zugleich wurde das Judentum eine missionierende Religion, deren Gemeinden viele Proselyten gewannen und so wuchsen.

## Römisches Reich
Aus den Nachfolgern des Judas Makkabäus ging das Königshaus der Hasmonäer hervor, das Judäa rund 100 Jahre lang staatliche und religiöse Autonomie sichern konnte. Infolge der Unabhängigkeit wuchs die Judenfeindschaft unter den Griechen des Ostens. Viele Gelehrte sahen den Zerfall des Seleukidenreiches nicht als Folge seiner inneren Schwäche an, sondern machten den „Verrat“ Judäas im Zusammenspiel mit dem übermächtigen Rom verantwortlich. Die expansive Politik der Hasmonäer, die mit Zwangsjudaisierungen verbunden war, verschlimmerte das Bild der Juden unter den Griechen. Sie übernahmen ägyptische Vorwürfe und entwickelten sie weiter, um die Juden bei den neuen Herren in Rom zu diffamieren und einen Keil zwischen die Verbündeten zu treiben.
Als das Römische Reich den Mittelmeerraum eroberte, gab es überall in der damals bekannten Welt jüdische Exklaven außerhalb Israels. Besonders große Diasporagemeinden gab es seit dem 5. Jahrhundert v. Chr. in Antiochia am Orontes (Syrien), Damaskus (Syrien) und Alexandria (Ägypten), seit dem 2. Jahrhundert v. Chr. auch in Rom. Die Römer übernahmen die ägyptisch-griechische antijüdische Polemik gegen die Juden nahtlos von ihren griechischen Lehrern: Cicero, Seneca, Quintilian, Juvenal und andere griffen Motive daraus auf und verbreiteten sie. Man kannte jüdische Sitten wie die Beschneidung kaum und bewertete sie als „barbarisch“. Bei Tacitus etwa hieß es zudem, Juden seien „den Göttern verhasst“ und „den übrigen Religionen entgegengesetzt“. Auch der Vorwurf des odium humani generis – Hass auf alle Menschen – wurde stereotyp. Das unterschied diese antijüdische Polemik von der sonstigen römischen Verachtung der „Barbaren“. Darum spricht man hier von einem antiken Antijudaismus in Roms Bildungsschicht des 1. Jahrhunderts. Dieser verschärfte sich nach den Niederlagen der Juden in Judäa.
64 v. Chr. eroberte Pompeius Judäa für die Römer. Diese schützten anfangs die Privilegien der Juden in ihrem Reich. Doch mit dessen Ausdehnung mussten sie ihre Herrschaft stärker zentralisieren. Rückhalt dafür gewannen die römischen Kaiser oft nur, wenn sie sich das Wohlverhalten einiger Völker erkauften und auf deren Wünsche eingingen. Diese „Toleranz“ ging mit der Durchsetzung des Kaiserkults einher, den Juden nicht ohne religiöse Selbstaufgabe anerkennen konnten. Die jüdische Religion war als religio licita (zugelassene Religion) – bis auf kurzfristige Ausnahmen – vom Kaiserkult befreit. Im Jahr 6 n. Chr. hob Augustus die Privilegien der Juden auf und ließ Teile ihres Eigentums beschlagnahmen. Kaiser Tiberius verfügte 19 die Vertreibung der Juden aus Rom und später die Einsetzung des Pontius Pilatus zum Statthalter Judäas. Dieser provozierte die Juden gleich beim Amtsantritt mit Kaiserstandarten im Jerusalemer Tempelbezirk. Sein brutales Durchgreifen gegen jede antirömische Regung wurde vom antijüdischen Berater des Kaisers, Lucius Aelius Seianus, gedeckt.
38 folgte mit kaiserlicher Duldung ein großes Pogrom an den Juden in Alexandria: Ihre Synagogen wurden zerstört, viele wurden gefoltert und massakriert, der Rest wurde verjagt. Darauf reagierten die Diasporajuden im römischen Reich mit verstärkter Abgrenzung: Sie verweigerten die Tisch-, Ehe- und Kult-Gemeinschaft mit Andersgläubigen vor Ort. Das sahen diese wieder als Beweis dafür, dass Juden (wahlweise) arrogant und elitär, primitiv und rückständig seien.
41 wollte Caligula seine Kolossalstatue im Tempel aufstellen lassen. Das hätte zum Krieg geführt. Er wurde vorher ermordet. Sein Nachfolger Claudius versuchte die wachsenden Spannungen vergeblich zu mildern. Es folgten drei Aufstände der Juden gegen die Römer: der Jüdische Aufstand 66 bis 70, der Aufstand in Alexandria 115 bis 117 und der Bar-Kochba-Aufstand 132 bis 135.
Der erste jüdisch-römische Krieg endete mit der Zerstörung des Tempels und der Tempelstadt durch die Römer, nach dem dritten verloren die Juden auch noch ihr Recht auf Wiederansiedelung in Jerusalem und die relative staatliche Autonomie. Die Provinz Judäa wurde in Palästina umbenannt und direkter römischer Verwaltung unterstellt. Ihre Bewohner waren großenteils ermordet, vertrieben oder verhungert. Die restlichen Juden wurden im ganzen Römischen Reich zerstreut. Die Römer wollten die Aufständischen vernichten und künftige Aufstände verhindern, hatten aber damit nicht vor, alle Juden auszurotten. Es ging ihnen um Machtsicherung und Unterdrückung jüdischer Glaubenstraditionen, aus denen die Rebellion hervorgegangen war.
Im ersten Jahrhundert lassen sich auf jüdischer Seite grob drei Reaktionsmuster unterscheiden:
- Anpassung und Apologetik: Gebildete jüdische Historiker und Philosophen wie Flavius Josephus und Philon von Alexandria verteidigten das Judentum gegen andere hellenistische und römische Schriftsteller.
- politisch-religiöser Widerstand: Die Zeloten übten strikte Absonderung gegenüber „Heiden“, also Nichtjuden, Hass auf jüdische Kollaborateure und gewaltsame Selbstverteidigung mit Attentaten und Bereitschaft zum Martyrium (zum Beispiel kollektiver Suizid in Masada). Dem entsprachen Rache- und Machtphantasien in der jüdischen Apokalyptik, zum Beispiel Dan 7,26f. EU.
- Konsolidierung, Bewahrung und Weiterentwicklung der eigenen Traditionen: So entstanden im 1. Jahrhundert aus der Halacha (mündlichen Tora-Auslegung) und Mischna (Sammlung rabbinischer Toraauslegungen) die bis heute zentralen religiösen Schriften des Judentums: der Babylonische und der Jerusalemer Talmud.

## Christentum
Während das Urchristentum sich als Teil des Judentums verstand und die biblische Erwählung Israels zum Volk Gottes anerkannte, grenzte sich das um 100 zur eigenen, überwiegend aus Nichtjuden bestehenden Religion gewordene Christentum zunehmend gegen das Judentum ab und übernahm dazu auch die traditionellen ägyptisch-römischen antijüdischen Stereotype. Während die ägyptische Polemik gegen die Exodustradition sich leicht als Verzerrung der Bibel widerlegen ließ, entzog die frühe christliche Theologie den jüdischen Apologeten diese Basis. Sie behauptete mit dem Erscheinen des Messias Jesus von Nazaret eine Erfüllung der alttestamentlichen Verheißungen zu besitzen, die Israels Heilserwartung überholt und beendet habe. Daher sei die Erwählung zum Volk Gottes nun auf die übergegangen, die an Jesus Christus glauben.
Als die Juden ihr Glaubenszentrum in Jerusalem verloren hatten, wurde aus dieser innerjüdischen Abgrenzung bald eine antijudaistische Theologie, die gegenüber Römern auch auf die hellenistisch-römische Polemik gegen Juden zurückgriff. Nun bekamen diese Zerrbilder ein neues Fundament: Israel wurde grundsätzlich jeder eigene Zugang zum Heil abgesprochen. Die Alexandriner hatten die Juden vertrieben, weil die „Seuche“ ihres Erwählungsbewusstseins sich nicht mit ihren hellenistisch-kosmopolitischen Vorstellungen vertrug: Die christliche Theologie ging dagegen den Weg der völligen theologischen Enteignung Israels. Damit war der Grund gelegt für die kontinuierliche Judenfeindlichkeit im christlichen Europa.
Dies führte in der Antike nicht sofort zur Ausgrenzung der Juden, wohl aber zu einer Veränderung der Lage des Diasporajudentums: Nun sahen sich die Juden im römischen Reich nicht nur einem feindlichen Staat, sondern auch einer konkurrierenden Religion gegenübergestellt, die dieselben religiösen Traditionen für sich beanspruchte wie sie selbst, diese aber gegen das Judentum wendete.
Dennoch versuchten die verschiedenen christlichen Kaiser teils die römische Rechtstradition zu bewahren und erließen auch Schutzvorschriften für Juden. Dies wurde nötig, weil die jüdischen Gemeinden nach der Konstantinischen Wende als früher teilweise rechtlich privilegierte Minderheit nun mehr und mehr an den Rand gedrängt, verachtet und ausgegrenzt wurden. Der Antijudaismus ist eine Fortentwicklung.

## Einzelbelege
1. ↑  Werner Bergmann: Geschichte des Antisemitismus (= Beck’sche Reihe. C. H. Beck Wissen 2187). 3., durchgesehen Auflage. C. H. Beck, München 2006, ISBN 3-406-47987-1, S. 9.
2. ↑  Jules Isaac: Genesis des Antisemitismus. Vor und nach Christus. Europa-Verlag, Wien u. a. 1969, S. 29–34.
3. ↑  H. Graetz: Geschichte der Juden von den ältesten Zeiten bis auf die Gegenwart. Aus den Quellen neu bearbeitet. Abteilung 2: Geschichte der Israeliten vom Tode des König’s Salomo (um 977 vorchr. Zeit) bis zum Tode des Juda Makkabi (160). Hälfte 2: Vom babylonischen Exile (586) bis zum Tode des Juda Makkabi (160). 2. unveränderte Ausgabe. Leiner, Leipzig 1902, S. 306 und 315 (3. Auflage, Reprint der Ausgabe Leipzig, Leiner, 1902. Wissenschaftliche Buchgesellschaft, Darmstadt 1998).
4. ↑  Alex Bein: Die jüdische Diaspora. In: Alex Bein: Die Judenfrage. Biographie eines Weltproblems. Deutsche Verlags-Anstalt, Stuttgart 1980, ISBN 3-421-01963-0, S. 15–19.
5. ↑  Zvi Yavetz: Judenfeindschaft in der Antike. München 1997, S. 72.
6. ↑  Kurt Schubert: Jüdische Geschichte. Beck, München 1995, ISBN 3 406 39175 3, S. 26.
7. ↑  Folker Siegert (Hrsg.): Über die Ursprünglichkeit des Judentums. Contra Apionem. Vandenhoeck & Ruprecht, Göttingen 2008, S. 54.